# Fotografie v Praze
Fotografové zachycují v Praze často pohledy na architektonicky proslavené lokality jako jsou Vyšehrad, Staré Město, Pražský hrad, ale také výjevy všedního života ve městě. 

## Historie

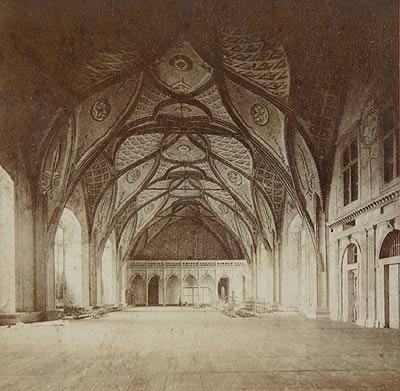
František Fridrich: Vladislavský sál (kolem r. 1870)

František Dostál: Vršovice 1965-1989

Do dvacátých let 20. století zde působili umělci jako například Rudolf Bruner-Dvořák, Jan Srp, Jaroslav Petrák, Josef Fiedler nebo František Krátký. Fotografem druhé poloviny 19. století s mezinárodním věhlasem byl František Fridrich (1829–1892), který v září 1856 uspořádal v Praze první autorskou fotografickou výstavu v historii české fotografie. Byl největším vydavatelem fotografických pohlednic v zemi, vysokou dokumentární hodnotu mají jeho pohledy na tehdejší pražskou zástavbu, dnes už v nejednom případě asanovanou, či fotografie z různých společenských událostí. K jeho nejstarším pražským snímkům patří záběry z Hospodářsko-průmyslové výstavy na Rohanském ostrově v roce 1864, k těm nejvýznamnějším z posledního období zase cyklus fotografií rozestavěného, pak požárem zničeného a opět vystavěného Národního divadla z let 1880 až 1882 nebo právě dokončená stavba Rudolfina z roku 1885. Někdy od roku 1870 vedl František Fridrich kromě ateliéru v Michalské ulici ještě vlastní fotografický obchod na nároží Příkopů a Havířské ulice. V roce 1875 svůj fotoateliér pronajal malíři a vyučenému daguerrotypistovi Janu Malochovi (1825–1911), který u něj mimochodem v šedesátých letech pracoval, a sám si zřídil nový ateliér na tehdejší Ferdinandově, dnešní Národní třídě (dnes je tu kavárna Louvre). Piktorialista Vladimír Jindřich Bufka pracoval v ateliéru J. Langhanse v Praze a fotografoval večer, v dešti nebo v protisvětle. Jeho znalost fotografických technik mu umožňovalo provádět obtížné záběry, ve střední Evropě patří tyto práce k prvním svého druhu. Byl tvůrcem stylizovaných děl náročnými technikami gumotisku a barevného gumotisku, které v té době byly velmi inovativní. Inspiroval se z různých slohů a stylů: impresionismu a postimpresionismu, secese, symbolismu a dekadence, kubismu, futurismu nebo art deco.
Jan Kříženecký se po studiích architektury stal revidentem stavebního úřadu města Prahy. Díky své zálibě ve fotografování byl městským archívem požádán o fotodokumentaci starých a historicky cenných domů, ulic a dalších památek pro jejich soupis. Celkem tak pořídil v letech 1902–1915 asi čtyři tisíce fotografií staré Prahy. Byl členem Klubu fotografů amatérů v Praze a na fotografické výstavě v roce 1897 vynikly jeho snímky soch z Karlova mostu a fota staveb z dalších českých měst.
Dalším významným pražským fotografem byl Josef Sudek, který Prahu fotografoval po celý svůj život. Již na začátku roku 1916 sestavil malé album 156 originálních záběrů Prahy na formátu 3,5×5 cm. V období 1922–1927 žil na pražské Invalidovně, kde vznikl cyklus Z Invalidovny (1922–7), který připomíná žánrové malířství 19. století a impresionismus. V letech 1927–1928 fotografoval dostavbu katedrály svatého Víta a roku 1928, k 10. výročí založení republiky, vydal album 15 originálních fotografií s názvem Svatý Vít. Vlastnil fotografický ateliér na Újezdu čp. 30, od roku 1958 působil v bytě přízemí domu na Úvoze, který používal do své smrti. Dnes se v objektu nachází Galerie Josefa Sudka.
Profesor a národní umělec Karel Plicka Prahu fotografoval v mnoha obměnách. Mezi lety 1939–1945 pracoval ve Státním fotoměřickém ústavu s náplní fotografické dokumentace Prahy. V knize Praha ve fotografiích K. P. (1940) nachází v nadčasovém monumentalizujícím pohledu harmonii a krásu v architektonických klenotech minulosti; publikace zároveň výrazně posilovala národní povědomí v době okupace.
- Autorem několika knih o Praze je Karol Benický (1940–2011).
- Stanislav Tůma (1950–2005) měl za hlavní téma své tvorby Malou Stranu[4] a Hradčany. V roce 1990 vydal knihu s názvem „Suburbium Pragense“, oceněnou titulem „Nejkrásnější fotografická publikace roku 1997“.[4] Jeho kniha „Prager Motive“ získala ocenění „Nejlepší fotografická publikace s textem“ za rok 2004.
- Ladislav Sitenský
- Jan Reich byl jeden z posledních klasiků české fotografie, který fotografoval černobíle na velkoformátový deskový přístroj, a spoluzakladatel skupiny Český dřevák. Jeho nejznámějším cyklem je Mizející Praha, ve kterém snímal tramvaje, ohrady, nádraží, nábřeží apod. Na živobytí si vydělával produkcí barevných pohlednic v družstvu Fotografia.
- Pepa Středa vytváří panoramatické pohledy na město z výšky.
- Jan Pohribný ve své fotografické tvorbě využívá jako tvůrčí postupy vícenásobnou expozici v kombinaci s pohybovou neostrostí. Spojuje nejen principy pohybu, výrazných barevných stop či monochromatických řešení, ale využívá také světelné malby, která „zviditelňuje“ energie zvolených přírodních lokalit či posvátných kamenů vztyčených lidskou rukou.
- Josef Koudelka v roce 1968 dokumentoval invazi vojsk Varšavské smlouvy do Prahy. Snímky, které nejdřív publikoval anonymně, se staly symboly tehdejších událostí, později za ně dostal Zlatou medaili Roberta Capy.
- Jiří Všetečka se proslavil zejména svými snímky z Prahy, dokumentárními snímky a ilustracemi inspirovanými podle knih. Nejznámější je Nezvalův Pražský chodec.
- František Dostál (1938–2022) se ve své tvorbě věnoval především lidem z pražských ulic. Pro jeho dílo je typický jemný humor těžící z často absurdních setkání více nesourodých prvků na jednom obrazu. Prvotní inspirací ve fotografii mu byla jeho rodná čtvrť Vršovice. Zachycoval lidi ve zdánlivě obyčejných situacích, které však už tehdy měly výrazný výtvarný náboj. Hlavnímu městu věnoval několik knih: Trvalé bydliště Praha (1986, ocenění v soutěži Nejkrásnější kniha roku) nebo Praha ve společné péči obyvatel (2010).

## Fotografické festivaly
V Praze se pravidelně konají fotografické festivaly a výstavy. Z uměleckých akcí jsou to například Prague Photo, Prague Biennale Photo, Digiforum nebo Festival Fotograf. Výstavy se konají v řadě fotografických galerií jako jsou například Galerie Leica, Galerie Langhans nebo Galerie Josefa Sudka. Některé vybrané výstavy věnuje fotografii Galerie hlavního města Prahy, Centrum současného umění DOX nebo Galerie Rudolfinum.

## Galerie

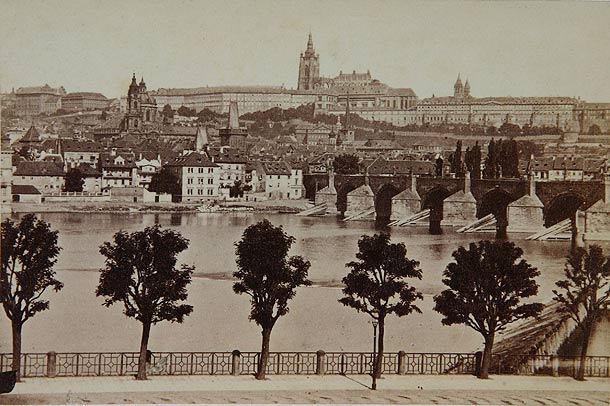
František Fridrich: Pražský hrad (kolem r. 1867)
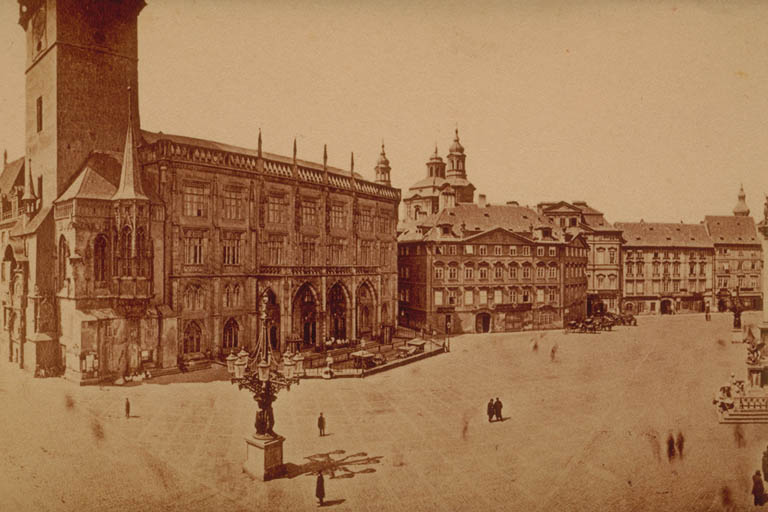
František Fridrich: Staroměstské náměstí a radnice, 1870
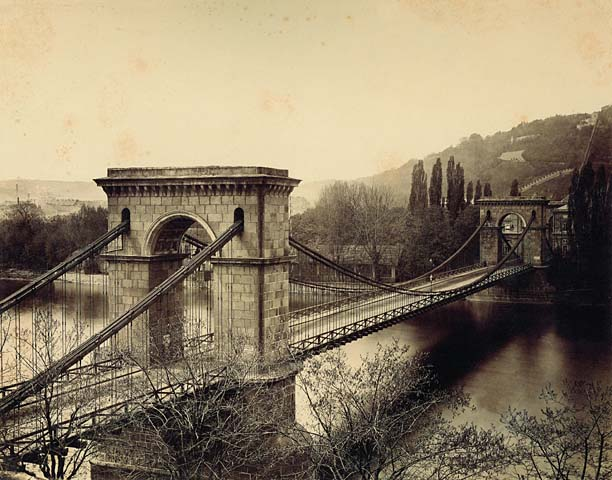
František Fridrich: Praha, Řetězový most Františka I. (kolem r. 1885)
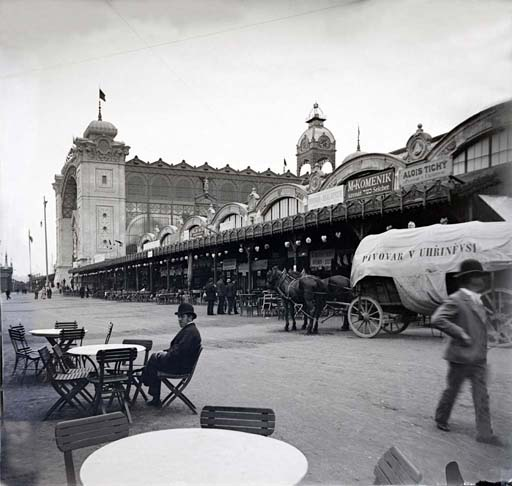
František Krátký: Před Průmyslovým palácem, Jubilejní výstava v Praze, 1891
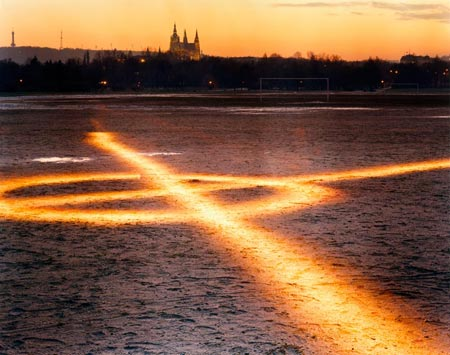
Jan Pohribný: Letná, 1997
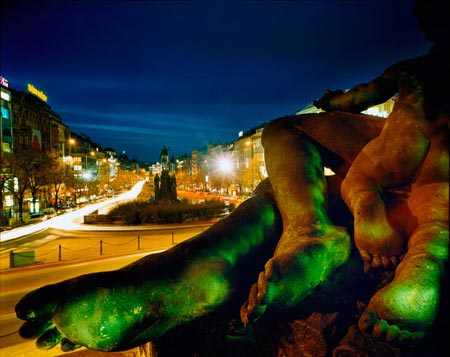
Jan Pohribný: Václavské náměstí, 2001